# حوزه انتخابیه اول آیووا
حوزه انتخابیه اول آیووا یک حوزه انتخابیه مجلس نمایندگان آمریکا است که در ایالت آیووا قرار دارد.